# 锡兹
锡兹（法語：Cize，法語發音：[siz]）是法国汝拉省的一个市镇，属于隆斯勒索涅区。

## 地理
锡兹（46°43'54"N, 5°54'36"E）面积4.19 平方千米，位于法国勃艮第-弗朗什-孔泰大區汝拉省，该省份为法国东部内陆省份，北起上索恩省，西北接科多尔省，西临索恩-卢瓦尔省，南至安省，东与杜省和瑞士接壤。
与锡兹接壤的市镇（或旧市镇、城区）包括：尚帕尼奧勒、卢勒、内村、皮莱穆万、锡亚姆、勒沃迪乌。

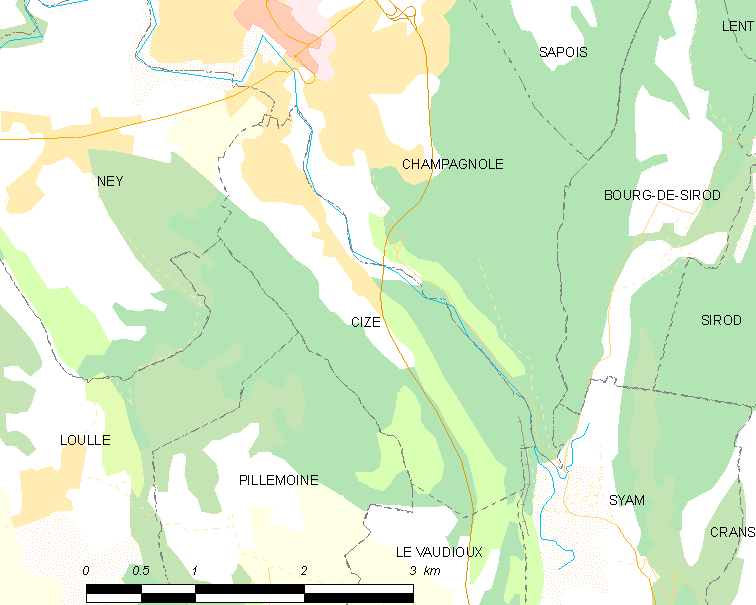
锡兹的OSM定位图

锡兹的时区为UTC+01:00、UTC+02:00（夏令时）。

## 行政
锡兹的邮政编码为39300，INSEE市镇编码为39153。

## 政治
锡兹所属的省级选区为尚帕尼奥勒县。

## 人口

1962-2008年间锡兹人口变化图示

锡兹于2022年1月1日时的人口数量为801人。